# Ernst von Maydell
Ernst von Maydell (* 4. Januar 1888 in Vogelsang in Estland; † 25. Dezember 1960 in Grafing bei München) war ein deutsch-baltischer Maler.

## Leben
Ernst von Maydell war Schüler von Wilhelm Purvit an der Kunstschule in Riga und Schüler der Debschitz-Schule in München. 1921 bis 1925 arbeitete er als Maler in Berchtesgaden, 1925 bis 1928 in Süditalien und war danach wieder (zumindest bis 1930) in München tätig. 1940 war er auf der Großen Deutschen Kunstausstellung vertreten. Zeitweilig arbeitete er in den Vereinigten Staaten, wo er 1931 in der Corcoran Gallery of Art, 1950 im Delaware Art Museum und 1951 im Wadsworth Atheneum ausgestellt wurde. Später lebte er in Grafing bei München und wurde 1960 mit einer Ausstellung im Lenbachhaus gewürdigt. Seine Pinselzeichnungen und Aquarelle weisen teilweise „zierlich preziösen Charakter“ auf.